# Династија Син
Династија Син (пин: Xīn Cháo) је била кинеска царска династија (иако је, строго гледајући, имала самог једног цара) на власти од 9. до 23. н.е. Слиједила је Западној, а претходила династији Источној Хан.
Једини цар из династије Син био је Ванг Манг (王莽), нећак царице Ванг Ценгјан. Након смрти њеног по-унука цара Аја године 1. п. н. е., Ванг Манг је дошао на власт. Након неколико година пажљивог стварања култа личности, коначно се прогласио царем године 9. н. е. Иако хваљен као учењак и способан политичар, Ванг Манг се показао неспособним владаром. Године 23. су царску пријестолницу Чанг'ан опсјели побуњени сељаци. Ванг Манг је погинуо приликом опсаде, а династију Хан су обновили преживјели припадници царског клана.